# Carige bicuspis
Carige bicuspis là một loài bướm đêm trong họ Geometridae.